# Karlštejn (opera)
Karlštejn je opera (Op. 50) o třech jednáních českého skladatele Vítězslava Nováka. Libreto napsal český spisovatel Otokar Fischer podle stejnojmenné populární hry Jaroslava Vrchlického z roku 1884. Poprvé byla provedena dne 18. listopadu 1916 v Národním divadle v Praze.

## Vznik a historie díla
Vítězslav Novák se do práce na své druhé opeře pustil bezprostředně po dokončení Zvíkovského raráška a ještě před jeho premiérou v říjnu 1915. Stejně jako u první opery se obrátil k látce úspěšné na českém činoherním jevišti, Vrchlického veselohře Noc na Karlštejně. Úpravu textu pro něj provedl Otokar Fischer. Ten mu nedlouho předtím dodal operní libreto s názvem Herakles, skladatel však za změněné společenské atmosféry za první světové války toužil po jiné, vlastenecké látce: „Byla to tragedie jednotlivce, kdežto nyní se jednalo, jak jsme všichni cítili, o bytí či nebytí celého národa.“ Proto se skladatel obrátil k Vrchlického komedii; již z dřívějška měl zaznamenány hudební motivy spojené s hradem Karlštejnem a jeho okolím. Fischer provedl nejen žádané úpravy a škrty, ale plně v intencích skladatele provedl i dalekosáhlejší zásahy odpovídající dobové náladě. Veseloherní prvky předlohy byly odsunuty na okraj a potlačeny, důraz je položen na moudrou a ušlechtilou postavu císaře Karla IV. a jeho představu českých zemí a Karlštejna jako ústředí vlády nad střední Evropou, na český královský majestát a svébytnost českého království, které Karel odmítá opustit ve prospěch lákavějšího Říma; přitom je však Karel současně kreslen jako laskavý a i v intimních chvílích sympatický člověk. Podle samotného Nováka: „Celkový ráz díla však je vážný, což Fischer zdůraznil již změnou anekdotického názvu Noc na Karlštejně v Karlštejn, jako nábožensko-politický symbol české země.“
Skladatel obdržel libreto už na podzim roku 1914, začal však na ní pracovat až v dubnu 1915 a partituru dokončil 21. března 1916. Jak píše ve svých vzpomínkách, „Ponořili jsme se do práce s nadšením, jež mi často vhánělo slzy do očí – případ před tím u mne nebývalý. Skladba povznášející mne z chmurné přítomnosti do jasné minulosti našeho národa byla ve skizze hotova za dva měsíce. ‚Sebrala‘ mě však tak důkladně, že jsem k její instrumentaci zasedl až po prázdninách.“
První přijetí však nebylo povzbuzující: premiéra připadla na 35. výročí premiéry Smetanovy Libuše a část přítomného obecenstva agitovaná skladatelem Jaroslavem Jeremiášem se hlasitě dožadovalo předvedení této opery. Jen pořádkový zásah policie je donutil vyslechnout Novákův Karlštejn. Vlastenecký patos, který Novák do partitury vložil, neprokázal účinnost (ostatně Jeremiáš tvrdil, že „na Novákově opeře Karlštejn není českého nic než titul“) a ani kritický ohlas nebyl jednoznačně kladný. Zvlášť odsuzující kritiku publikoval Zdeněk Nejedlý: označil operu za „národní padělek“ a „dílo slohově rozvrácené a hudebně nevýrazné“. Přesto za ni skladatel získal výroční cenu České akademie věd a umění na rok 1916. Národní divadlo se ke Karlštejnu za skladatelova života pravidelně vracelo a Novák provedl postupně řadu úprav: brzy po premiéře rozšířil závěr díla, někdy po roce 1925 rozšířil finále 1. dějství a další menší retuše provedl před provedením v rámci novákovského cyklu Národního divadla roku 1930. Trvale se však Karlštejn na repertoár prosadit nepodařilo.
Klavírní výtah Karlštejna upravený Romanem Veselým vydala vídeňská Universal Edition roku 1916.
Karlštejn zůstal prakticky doménou především pražského Národního divadla (po premiéře roku následovala další nastudování v letech 1930, 1936, 1939, 1947 a 1986). Další divadla následovala až se značným odstupem (Brno 1931, Olomouc 1932, Moravská Ostrava 1935). Po druhé světové válce byl Karlštejn vedle Prahy inscenován v Brně (1947), Ostravě (1968) a Českých Budějovicích (1977). Dosud poslední představení Karlštejna se konalo v Národním divadle 27. prosince 1986.

## Charakteristika díla
Skladební postupy se u Karlštejna příliš neliší od Zvíkovského raráška, ale jsou přiměřenější rozměru a povaze děje, který je vážnější a slavnostnější. I zde je těžiště hudby v orchestru a lze hovořit o symfonické opeře, což podtrhují i předehry ke 2. a 3. dějství nezvyklé šíří i funkcí. Hudba je harmonicky monumentálně strukturovaná, často polyfonická, barvitě instrumentovaná, proud spočívá na důmyslně variovaných příznačných motivech charakterizujících osoby a situace, z nichž hlavními jsou vznešený motiv císaře Karla, z něhož je odvozen i motiv hradu Karlštejna, a na druhé straně vášnivý roztoužený motiv královny Elišky. Hlasy jsou stejně jako ve Zvíkovském raráškovi vedeny soustavně v recitativu, skladatel se vyhýbá áriím i ansámblům, větší plochy oproti první opeře však umožňují rozvinout tento recitativ do dlouhých kantabilních pasáží (arios) – Jan Trojan v této souvislosti hovoří o „vřelém mélosu zpěvních partů“. Každé ze tří jednání graduje k vznešenému lyrickému recitativu hlavní postavy krále Karla – je to rozhovor s vévodou 1. dějství Na tuto chvíli se těšívám po celou cestu, zpěv při odchodu na bohoslužbu ve 2. dějství A nyní jděme se poklonit a rozhovor s vévodou ve 3. dějství Je-li to nutné, pane vévodo. Ladislav Šíp tyto zpěvy označuje za „působivé, strhující a inspirované projevy Novákova umění“.
Vzhledem k slavnostní a majestátní povaze řady výjevů je překvapivé, že se v opeře nevyskytují ansámbly a rovněž sbory jsou nasazeny jen na velmi krátkých pasážích ve finále 1. a 2. dějství. V hymnické scéně holdu svatém patronovi hradu a celé české země v závěru 2. dějství se na podtržení archaického, národního a slavnostního obsahu vyskytují i citace písně Hospodine pomiluj ny a Svatováclavského chorálu.
Novák v této své opeře uskutečnil svou představu velké národní opery. Je první, kdo přivádí na operní jeviště ušlechtilou legendární postavu národních dějin v intimních chvílích, doprovázených prvkem komickým a erotickým, přitom však s velkým vlasteneckým patosem.

## Osoby a první obsazení
| osoba                             | hlasový obor | premiéra (18.11.1916)  |
| --------------------------------- | ------------ | ---------------------- |
| Karel IV.                         | bas          | Jiří Huml              |
| Královna Alžběta                  | soprán       | Gabriela Horvátová     |
| Arnošt z Pardubic                 | bas          | Arnold Flögl           |
| Petr, vévoda lombardský           | tenor        | Theodor Schütz         |
| Karlštejnský purkrabí             | bas          | Emil Pollert           |
| Pešek z Hlavně, páže Karla IV.    | tenor        | Mirko (Vladimír) Štork |
| Alena z Turova, královnina družka | soprán       | Marie Šlechtová        |
| Hlásný                            | baryton      | Jan Fifka              |
| Dirigent: Karel Kovařovic         |              |                        |
| Režie: Gustav Schmoranz           |              |                        |

## Děj opery
Děj se odehrává na hradě Karlštejně jednoho červnového dne roku 1363.

### 1. dějství
(Před hradem) Z hradeb Karlštejna zní táhlé volání hlásného o tom, že se k hradu blíží průvod krále Karla IV. To slyší pod zdí před hlavní bránou dvě postavy v mnišském rouše, totiž královna Alžběta a její společnice Alena. Královna oslovuje majestátný hrad, do nějž její manžel zakázal vstup ženám, jako soupeře, jehož tajemství musí svou přítomností zlomit. Alena ji následuje tím raději, že její milý, královský číšník Pešek z Hlavně, má službu právě na Karlštejně.
Z králova doprovodu přichází nejprve arcibiskup Arnošt z Pardubic. Poznává královnu a ta mu líčí své smutné postavení: ocitla se v cizí zemi, kde nemá žádné přátele, a král ji zanedbává. Pobývá-li v Praze, je zaneprázdněn vladařskými záležitostmi, a jakmile má volnou chvíli, uchýlí se na nepřístupný Karlštejn. Před počáteční neochotu se královně podaří arcibiskupa pohnout k tomu, aby jí a Aleně pomohl proniknout v kostýmu pážete pod podmínkou, že se budou řídit jeho pokyny.
Arnošt rychle obě ženy ukrývá před Karlem, který přijíždí spolu s lombardským vévodou Petrem. Jsou zabráni do hovoru. Petr se krále snaží přesvědčit, aby se vrátil do Itálie, přeložil své sídlo z Čech do Říma a obnovil Římskou říši. Ten jej odmítá: miluje svou zemi, svůj lid i svůj pevný hrad Karlštejn, jehož poklady chce vévodovi ukázat. U brány vítá hosty osádka radu včetně purkrabího a pana Peška. Král poručí lombardské hosty jejich přátelské péči, připomíná však svým mužům, aby nezapomněli na národní hrdost.

### 2. dějství
(Na nádvoří hradu) Arcibiskup, purkrabí a Pešek provázejí vévodu po hradě a zastavili se na nádvoří. Vévoda se žertovně posmívá chladné české povaze: takovou nádheru že postavila pro samotu a odříkání? To ani Arnoštu z Pardubic nevěří, takovou krásu lze vytvořit jen kvůli ženě. Ale na rozdíl od Itálie, kde láska vládne zjevně, zde se pod strohým povrchem musí tajit nějaká neřest. Purkrabí i Pešek rozhodně odmítají vévodovu myšlenku, že se na hradě skrývají ženy, ale ten ví své. Vždyť právě před chvílí zaslechl ženský hlas a zahlédl ženský stín, ale když jej chtěl pronásledovat, zmizel mu mezi loubím.
Pešek zůstává na stráži a ostatní pokračují v prohlídce. K jeho zděšení se k němu přikrade Alena v pážecím převleku. A nechce-li, aby na něj přivolala trest, musí se s ní sejít na témže místě o půlnoci. Pešek proto prosí arcibiskupa, aby jej pod záminkou nemoci uvolnil z noční služby v králově komnatě. To se hodí, neboť právě o takovou službu žádá Arnošta královna, znepokojená vévodovými řečmi o tajných hříších. Dosud si králův chlad vykládala tím, že miloval více její zemřelou předchůdkyni, ale nyní má podezření na živou sokyni. Arcibiskup je přesvědčen, že tomu tak není, ale aby se královna sama přesvědčila, jmenuje ji královým číšníkem pro dnešní noc. Poté přichází král a vyzývá všechny přítomné, aby jej následovali k večerní svatováclavské pobožnosti.

### 3. dějství
(Komnata Karla IV.) Karel večeří s Arnoštem z Pardubic. Ten mu vyčítá, že zanedbává svou mladou královnu a uchyluje se do samoty. Karel se však hájí tím, že každý potřebuje tichý kout, kde se může radit sám se svým srdcem, ale svou ženu nade vše miluje. Ba i v koutě, kde tráví čas na modlitbách, má její podobiznu. Arnošt pak odchází ke spánku. Alžběta se cítí zahanbena a chce odejít, v tu chvíli se ale ke králi snaží dostat vévoda Petr. Poznává v pážeti ženu a domnívaje se, že krále čeká tajné dostaveníčko, chce ji políbit. Alžběta se brání a přitom přelomí vévodův meč.
Hlukem přivolaný Karel se ptá, co se děje, a Petr je zmaten, je totiž zřejmé, že Karel o přítomnosti ženy ve svém předpokoji skutečně neví. Král posílá páže pryč a vévoda se dává opět do hovoru o přesídlení královského dvora do Říma. Karel opět odmítá, protože vidí své poslání v tom, aby z Čech utvořil „klíč své moci, východisko nového panství nad lidským duchem, dárkyni světla, tepnu světa“. Přitom ale jeho pozornost poutá zlomený meč: poznává z něj přítomnost své choti. Po vévodově odchodu povolává zpět páže. Žertovně s královnou laškuje a uvádí ji do rozpaků, až se mu Alžběta přizná a prosí a odpuštění.
V té chvíli je přeruší ruch z nádvoří: to vévoda vyvolal půtku s Peškem, kterého přistihl při dostaveníčku s Alenou, aby prokázal, že se na hradě přece jen nalézá žena. Arcibiskup rychle odvádí královnu tajným východem, Petr zatím předvádí oba hříšníky králi. Alena se bere vinu na sebe, protože doufá, že tím zachrání svou paní. Ta právě veřejně přijíždí v doprovodu Arnošta z Pardubic: prý zabloudila na lovu a doufá, že jí její choť neodepře útočiště. Král ji přenechává, aby vyřkla soud nad oběma milenci, a ona nařizuje, aby se pan Pešek k záchraně Aleniny cti s ní ihned oženil. To buď zároveň trestem a varováním pro každou ženu, která by chtěla poskvrnit svou vášní, nedůvěrou a slabostí slavný hrad Karlštejn. Nastává jitro, vévoda odjíždí a stejně tak král s královnou. Z královnina provinění i král poznal, že na něj nemá nárok jen Bůh a vlast, ale i život a láska.

## Nahrávka
Československý rozhlas pořídil roku 1945 dosud nevydanou nahrávku Karlštejna, rekonstruovanou roku 2002. Zpívají (Karel IV.) Václav Bednář, (vévoda z Bergasu) Jaroslav Gleich, (Alena) Eva Prchlíková-Liková, (Ješek z Vartenberga, purkrabí) Josef Celerin, (Hlásný) Emil Bergmann, (Pešek) Oldřich Kovář, (královna Alžběta) Zdenka Hrnčířová, (Arnošt z Pardubic) Karel Kalaš. Pěvecký sbor Československého rozhlasu v Praze a Symfonický orchestr pražského rozhlasu řídí Jaroslav Vogel.
Árii Karla IV. z 3. jednání „Je-li nutno, pane vévodo“ zpívá Ivan Kusnjer na CD „Rarity české opery“ (2011) (Supraphon, SU 4074-2 611).